# سورين مولينج
سورين مولينج (بالدنماركية: Søren Malling)‏ (و. 1964  م) هو ممثل تلفزي، وممثل مسرحي، وممثل أفلام، دنماركي.

## وصلات خارجية
- سورين مولينج على موقع IMDb (الإنجليزية)
- سورين مولينج على موقع قاعدة بيانات الأفلام العربية
- سورين مولينج على موقع قاعدة بيانات الأفلام العربية
- سورين مولينج على موقع ألو سيني (الفرنسية)
- سورين مولينج على موقع أول موفي (الإنجليزية)
- سورين مولينج على موقع قاعدة بيانات الأفلام السويدية (السويدية)
- سورين مولينج على موقع قاعدة بيانات الفيلم (الإنجليزية)
- سورين مولينج على موقع كينوبويسك (الروسية)